# Clavaspis mori
Clavaspis mori är en insektsart som först beskrevs av Herrick 1910.  Clavaspis mori ingår i släktet Clavaspis och familjen pansarsköldlöss. Inga underarter finns listade i Catalogue of Life.